# Torben Wosik
Torben Wosik (Hamm, 8 ottobre 1973) è un tennistavolista tedesco.

## Palmarès
- Mondiali
  - 2004: argento a squadre
- Europei
  - 2000: argento a squadre
  - 2002: argento a squadre
  - 2003: argento a squadre
  - 2003: argento nel singolo